# Jim Hurtubise
James Ernest Hurtubise, detto Jim (North Tonawanda, 5 dicembre 1932 – Port Arthur, 6 gennaio 1989), è stato un pilota automobilistico statunitense.

## Carriera
Corse nella serie Champ Car tra il 1960 e il 1981, vincendo quattro gare e partecipando 10 volte alla 500 Miglia di Indianapolis.
Muore nel 1989 e viene sepolto nel cimitero Crown Hill di Indianapolis, Indiana.
Tra il 1950 e il 1960 la 500 Miglia di Indianapolis faceva parte del Campionato Mondiale, per questo motivo Hurtubise ha all'attivo anche un Gran Premio in Formula 1.

## Risultati in Formula 1
| 1960 | Scuderia                       | Vettura     |  |  |     |  |  |  |  |  |  |  |  | Punti | Pos. |
| ---- | ------------------------------ | ----------- |  |  | --- |  |  |  |  |  |  |  |  | ----- | ---- |
| 1960 | Travelon Trailer / Ernest Ruiz | Christensen |  |  | Rit |  |  |  |  |  |  |  |  | 0     |      |

| Legenda | 1º posto     | 2º posto | 3º posto    | A punti         | Senza punti/Non class.  | Grassetto – Pole position Corsivo – Giro più veloce |
| Legenda | Squalificato | Ritirato | Non partito | Non qualificato | Solo prove/Terzo pilota | Grassetto – Pole position Corsivo – Giro più veloce |